# Meoneura furcata
Meoneura furcata är en tvåvingeart som beskrevs av Willi Hennig 1937. Meoneura furcata ingår i släktet Meoneura och familjen kadaverflugor. Inga underarter finns listade i Catalogue of Life.